# Bisdom Sylhet
Het bisdom Sylhet (Latijn: Dioecesis Sylhetensis) is een rooms-katholiek bisdom met als zetel Sylhet, hoofdstad van zowel de divisie Sylhet als van het district Sylhet, in Bangladesh. Het bisdom is suffragaan aan het aartsbisdom Dhaka. 

## Geschiedenis
Het bisdom werd opgericht op 8 juli 2011, uit delen van het aartsbisdom Dhaka. 

## Parochies
Het bisdom had in 2022 een oppervlakte van 12.594 km2 en telde 14.286.000 inwoners waarvan 0,1% rooms-katholiek was.

## Bisschoppen
- Bejoy Nicephorus D’Cruze (8 juli 2011 - 30 september 2020)
- Shorot Francis Gomes (12 mei 2021 - heden)